# Пам'ятник Софіко Чіаурелі

Пам'ятник Софіко Чіаурелі

Пам'ятник Софіко Чіаурелі — у Тбілісі, в історичному районі Старе місто (Сіонський сквер).
Встановлено на згадку про радянську грузинську актрису Софіко Чіаурелі (1937-2008).

## Історія
Відкритий у 2009. Скульптор Леван Вардосанідзе.
Бронзове погруддя актриси, створене на основі кадру з фільму Параджанова «Колір граната», доповнюють фігурки, що зображують ролі актриси — Фуфала з кінофільму «Дерево бажання», прачка Вардо з фільму «Мелодії Верійського кварталу», двірничка зі спектаклю «У дворі злий пес», а також виконує танець кінтаурі.
У 2014 пам'ятник постраждав від вандалів, вкрадено частину бронзових фігур — елементів пам'ятника.